# أنيون أكسجيني

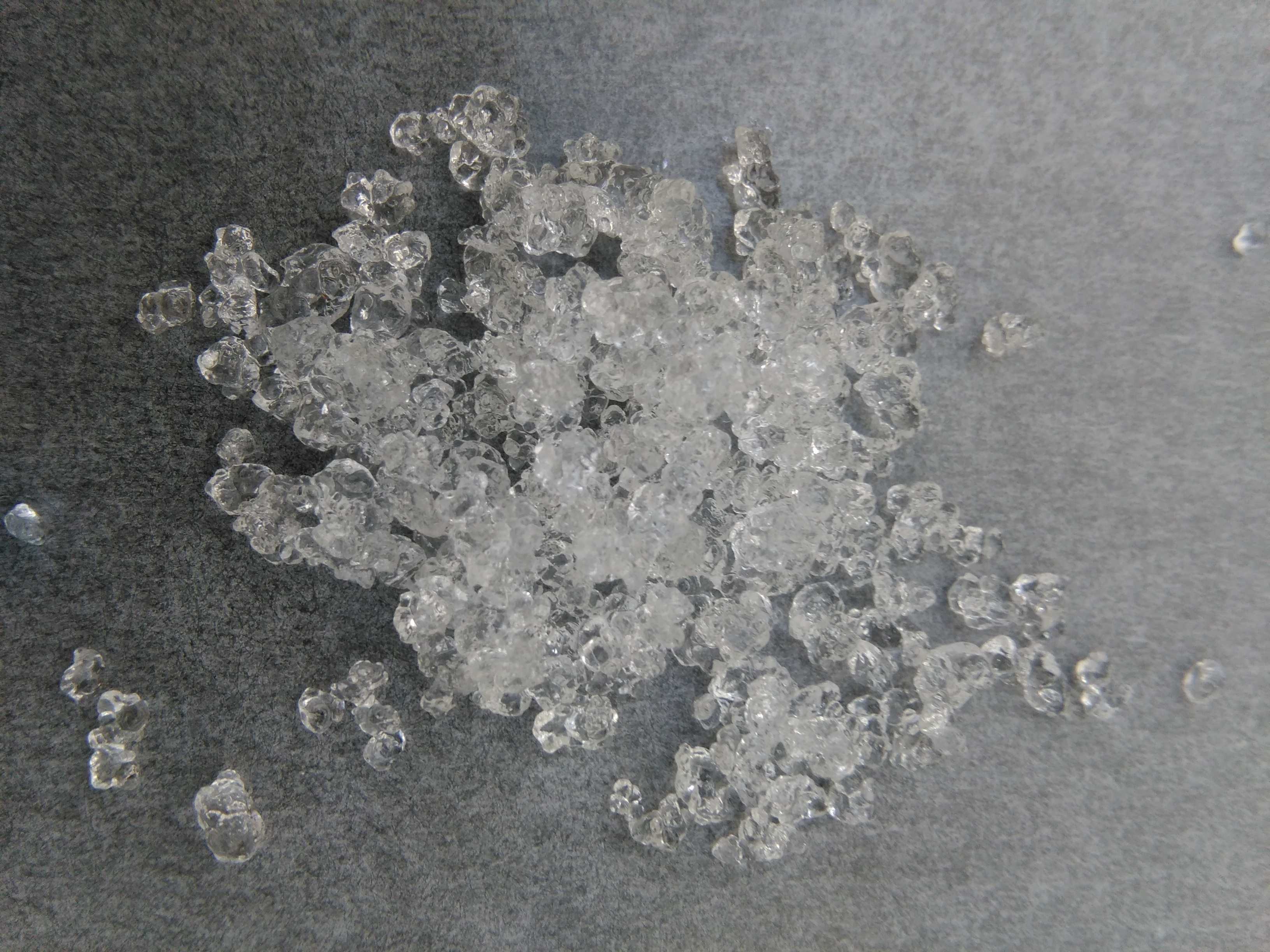

الأنيون الأكسجيني (ملاحظة 1) هو أيون متعدد الذرات له شحنة سالبة تشكله أغلب العناصر الكيميائية، له الصيغة العامة AxOy-z حيث A تمثل العنصر الكيميائي وO ذرة الأكسجين؛ حيث تتوضع الشحنة السالبة على ذرة الأكسجين.
تعد الأنيونات الأكسجينية أملاح الأحماض الأكسجينية الموافقة HzAxOy.